# Achiridae
Achiridae é uma família de peixes actinopterígeos pertencentes à ordem Pleuronectiformes. O grupo inclui cerca de 28 espécies distribuidas em nove géneros.

## Géneros
- Achiropsis
- Achirus - Linguado-de-água-doce
- Apionichthys
- Catathyridium [1]
- Gymnachirus
- Hypoclinemus
- Pnictes
- Soleonasus
- Trinectes